# Культура (Рязанская область)
Культура — опустевший поселок в Путятинском районе Рязанской области. Входит в Карабухинское сельское поселение

## География
Находится в восточной части Рязанской области на расстоянии приблизительно 13 км на юг-юго-запад по прямой от районного центра села Путятино.

## История
Был отмечен на карте 1971 года как  поселение с населением приблизительно 20 человек. Название связано, по местным данным, с планировавшейся постройкой местного дома культуры.

## Население
Численность населения: 5 человек в 2002 году (русские 100 %), 0 в 2010.